# Železniční trať Elbasan–Prrenjas

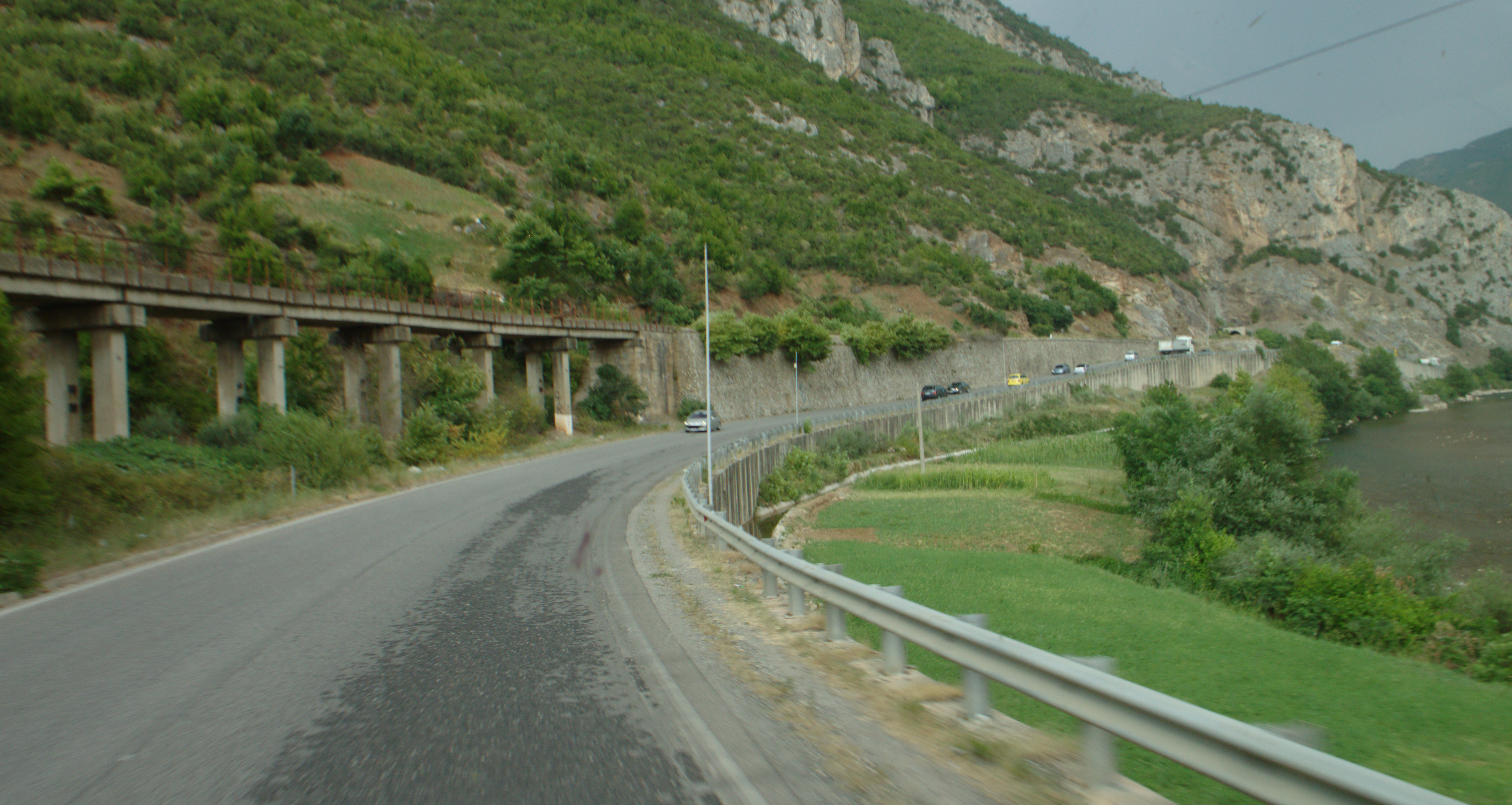
Vedení trati v údolí řeky Shkumbin.

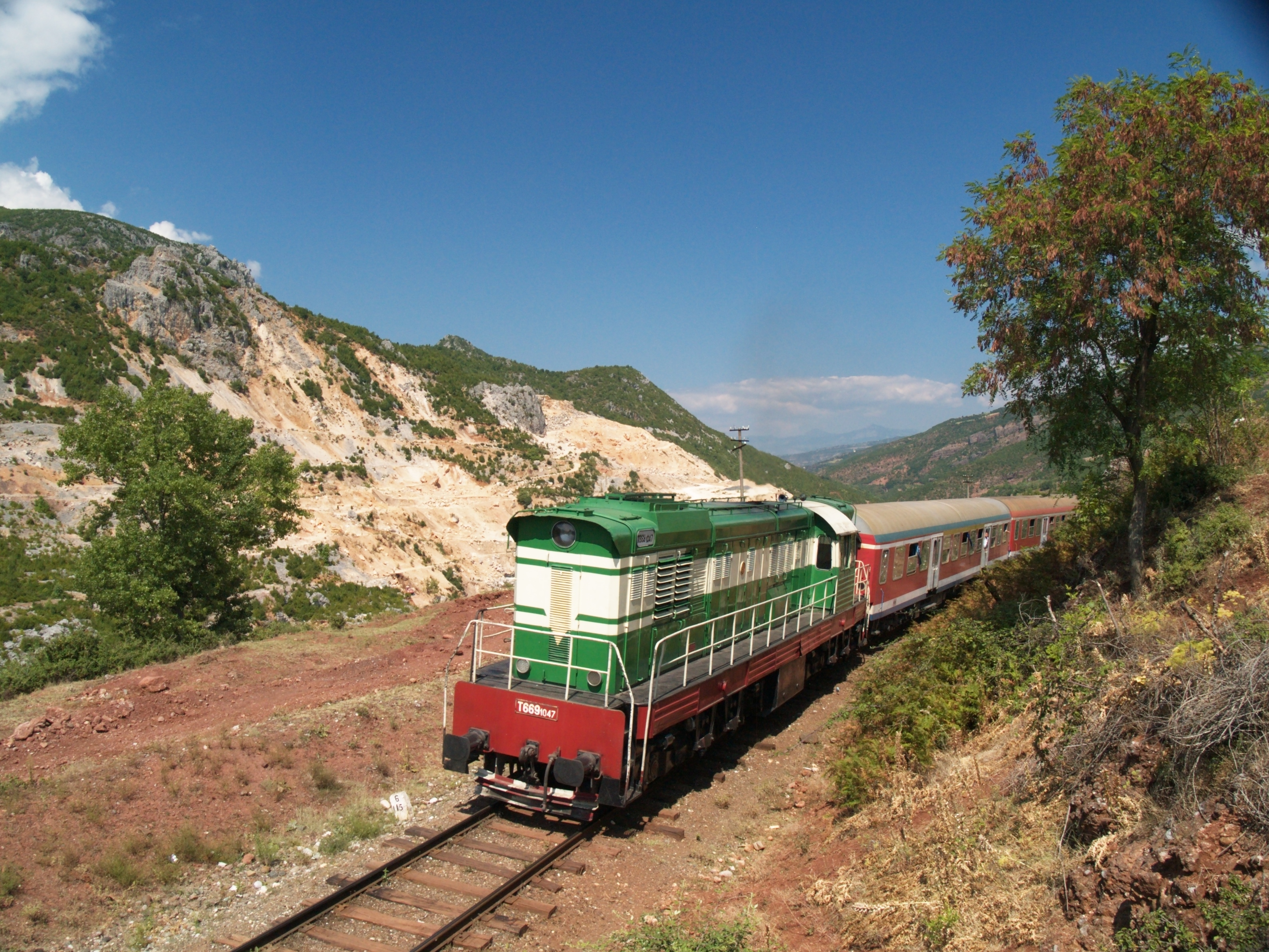
Osobní vlak na trati.

Železniční trať Elbasan–Prrenjas (albánsky hekurudha Elbasan–Prrenjas) se nachází ve východní části Albánie. Dlouhá je 47,5 km; je jednokolejná a není elektrizovaná.
Železniční trať byla vybudována v údolí řeky Shkumbin v letech 1969–1974. Výstavba probíhala postupně, ze západní strany směrem k východu. Trať byla nejprve ukončena po prvních 23 km v Librazhdu, a po dvou letech prodloužena dále do Prrenjasu. Jako druhou na území Albánie si ji navrhli vlastní odborníci bez cizí zahraniční pomoci. 
Trať na své cestě překonává náročné přírodní překážky. Vybudována byla řada mostů, z nichž nejdelší a nejvyšší na území Albánie (Bushtrický most) drží svůj rekord do současné doby. 20 km tratí je vedeno v obloucích, 27 km poté tvoří rovné úseky. Poloměry oblouků činí 300 m. Kvůli výstavbě trati bylo nutné přemístit 3,8 milionů m3 tun zeminy, z toho dvě třetiny skály.
Tunelů se na trati nachází celkem 15, z nichž nejdelší má délku 414 m a nejkratší 90 m. Na ražbu tunelů zakoupil albánský stát moderní švédské a rakouské razící stroje. Celková délka všech tunelů na trati činí cca 4 km.
Trať byla zbudována především kvůli potřebě dovozu rud a materiálů pro rozvíjející se albánský průmysl. Tyto suroviny byly převáženy z dolů v údolí horního toku řeky Shkumbin do továren vybudovaných v blízkosti Elbasanu a dalších měst. 

## Stanice
- Elbasan
- Krastes
- Librazhd
- Xhyrë
- Qukës
- Prrenjas